# Punatitan
Punatitan – wymarły rodzaj dinozaura, zauropoda z grupy tytanozaurów.
Skamieniałości nieznanego dotychczas zwierzęcia znaleziono w północno-zachodniej Argentynie, w Andach w prowincji La Rioja, gdzie w okolicy Quebrada de Santo Domingo znajdują się czerwone osady piaskowców powstałe w kredzie późnej (kampan-mastrycht). Tworzą one formację Ciénaga del Río Huaco. Tam właśnie znaleziono trzy szkielety dinozaurów z grupy zauropodów, jak i liczne pozostałości dinozaurzych jaj, jedne z największych na świecie pozostałości gniazdowania. Okazało się, że znalezione skamieniałości należą do dwóch nieznanych jeszcze rodzajów tytanozaurów. Jednego z nich, znalezionego powyżej spągu wspomnianej formacji, nazwano Punatitan, a drugiego Bravasaurus.
Nazwę rodzajową Punatitan kreatorzy rodzaju zaczerpnęli od lokalnie używanego słowa puna, oznaczającego rozrzedzoną atmosferę na dużych wysokościach nad poziomem morza w Andach. Nie tłumaczą oni drugiego członu nazwy, titan, aczkolwiek wchodzi on w skład nazwy rodzajowej wielu innych tytanozaurów, jak Baurutitan, Brasilotitan, Gondwanatitan, i wywodzi się z mitologii greckiej, w której tytani i tytanidy byli starszą generacją bóstw, potomstwem Uranosa i Gai, obalonymi przez młodszych bogów olimpijskich. W obrębie rodzaju badacze wskazali pojedynczy gatunek, który nazwali Punatitan coughlini. Epitet gatunkowy upamiętnia geologa nazwiskiem Tim Coughlin, który jako pierwszy znalazł skamieniałości dinozaurów w tej okolicy. Holotyp pozostający w zbiorach paleontologii kręgowców w Centro Regional de Investigaciones Científicas y Transferencia Tecnológica de La Rioja skatalogowano jako CRILAR-Pv 614.
Badania ujawniły, że kości należą do średnich rozmiarów tytanozaura. Wielkością przypominał najbardziej Uberabatitan, przerastając saltazaura czy Bravasaurus, nie dorównując jednak olbrzymom takim jak argentynozaur czy Patagotitan, a nawet mniejszym od nich Mendozasaurus czy Aeolosaurus. Wszystkie jego cechy diagnostyczne dotyczą szczegółów budowy kręgów. Zwierzę zaliczono do kladu Colossosauria opisanego rok wcześniej. Jego najbliższym krewnym wedle przeprowadzonej przez kreatorów rodzaju analizy filogenetycznej jest Aeolosaurus.